# Song Joong-ki
Dans ce nom coréen, le nom de famille, Song, précède le nom personnel.
Song Joong-ki (hangeul : 송중기 ; hanja : 宋仲基 ; RR : Song Jung-gi ; MR : Song Chungki) est un acteur et animateur sud-coréen, né le 19 septembre 1985 à Daejeon.
Il est principalement connu pour ses rôles dans différentes séries télévisées telles que Sungkyunkwan Scandal, The Innocent Man, Descendants of the Sun et Vincenzo, ainsi que pour ceux des films A Werewolf Boy, Battleship Island et Space Sweepers.

## Biographie

### Jeunesse et formations
Song Joong-ki naît le 19 septembre 1985 à Daejeon, où il grandit dans la périphérie des zones rurales.
Jeune, il participe à des compétitions de patinage de vitesse sur piste courte et représente sa ville natale au niveau national — son titre de patineur artistique s'avèrerait utile pour son rôle du patineur de l'équipe nationale dans la série télévisée Triple (en) (트리플, 2009),. Malheureusement, une blessure l'a contraint à abandonner ce sport au cours de sa première année de lycée. Il se montre un excellent étudiant tout au long du lycée et obtient même 380 points sur 400 au test national d'entrée à l'université, ce qui lui permet d'être admis à l'université Sungkyunkwan. Alors qu'il se trouvait à Séoul pour préparer le test d'entrée à l'université, il est repéré dans le métro par un agent, mais il a encore longuement hésité avant de se lancer dans une carrière d'acteur parce que son père était contre. Il a donc continué à temps partiel ses études, avant de se lancer enfin à plein temps dans l'industrie du spectacle au cours de sa troisième année d'université. Il a finalement quand même obtenu un diplôme en administration des affaires en 2012,.
Il a remplacé un candidat malade à la télévision, pour la première fois, dans une émission 퀴즈 대한민국 (litt. « Quiz en Corée ») sur KBS. Finalement, il a remporté la seconde place, ce qui lui a valu une attention importante, et devient un modèle de couverture pour la revue universitaire College,,.

### Carrière
Le 18 juillet 2019, l'agence Blossom Entertainment annonce qu'il est choisi pour le rôle d'un jeune immigrant, installé en Colombie dans les années 1990, dans le film Bogota: City of the Lost (보고타) de Kim Seong-je.
En juin 2022, il confirme son apparition dans le premier film à faible budget Hopeless (화란) de Kim Chang-hoon. Le 30 septembre, l'agence Hijium Studio annonce que cet acteur y jouera le rôle de Chi-geon, « sans aucune garantie ».
Il s'est vu proposé un rôle-titre du premier long métrage Je m'appelle Loh Kiwan de Kim Hee-jin, à la mi-juillet 2017, mais « rien n'est encore confirmé » selon son agence, Blossom Entertainment. Il révèle finalement son accord en fin d'octobre 2022 et le confirme en début de février 2023.

### Vie privée
En 2016, Song Joong-ki s'est fiancé avec l'actrice populaire sud-coréenne Song Hye-kyo, rencontrée dans le drama coréen à succès Descendants of the Sun. Le 31 octobre 2017, le couple se marie à l'hôtel Shilla à Séoul. Le 27 juin 2019, l'acteur lance officiellement une procédure de divorce avec son épouse Song Hye-Kyo auprès du tribunal familial de Séoul. Le 22 juillet 2019, ils sont officiellement divorcés[réf. nécessaire].
Le 29 janvier 2023, il annonce par lettre à ses fans son mariage avec une britannique, Katy Louise Saunders, ainsi que sa grossesse[réf. nécessaire].

## Filmographie

### Longs métrages
- 2008 : A Frozen Flower (쌍화점) de Yoo Ha : No-tak
- 2009 : Five Senses of Eros (오감도) de Byeon Hyeok, Heo Jin-ho, Min Gyoo-dong, Oh Ki-hwan et Yu Young-sik : Yoo Jae-hyeok
- 2009 : The Case of Itaewon Homicide (이태원 살인사건) de Hong Ki-seon : Jo Jong-pil
- 2010 : Hearty Paws 2 (마음이 2) de Lee Jeong-cheol : Dong-wook
- 2011 : Penny Pinchers (티끌모아 로맨스) de Kim Jeong-hwan : Cheon Ji-woong
- 2012 : The Grand Heist (바람과 함께 사라지다) de Kim Joo-ho : Jeong Yak-yong
- 2012 : Emperor Penguins Peng-yi and Som-yi (황제펭귄 펭이와 솜이) de Kim Jae-yeong et Kim Jin-man (voix)
- 2012 : A Werewolf Boy (늑대소년) de Jo Sung-hee : le garçon-loup
- 2017 : Battleship Island (군함도) de Ryoo Seung-wan : Park Moo-yeong
- 2020 : Space Sweepers (승리호) de Jo Sung-hee : Tae-ho
- 2023 : Hopeless (화란) de Kim Chang-hoon : Chi-geon
- 2024 : Je m'appelle Loh Kiwan (로기완) de Kim Hee-jin : Loh Kiwan
- 2024 : Bogota: City of the Lost (보고타) de Kim Seong-je : Gook-hee

### Séries télévisées
- 2007 : Get Karl! Oh Soo-jung (칼잡이 오수정) : le reporter
- 2008 : Love Racing (러브 레이싱) : un jeune homme
- 2008 : My Precious You (내 사랑 금지옥엽) : Jang Jin-ho
- 2009 : Triple (트리플) : Ji Poong-ho
- 2009 : Take Care of the Young Lady (아가씨를 부탁해) : le garçon avec les fleurs (caméo)
- 2009 : Will It Snow for Christmas? (크리스마스에 눈이 올까요) : Han Ji-yong
- 2010 : Obstetrics and Gynecology Doctors (산부인과) : Ahn Kyeong-woo
- 2010 : Sungkyunkwan Scandal (성균관 스캔들) : Goo Yong-ha
- 2011 : Deep Rooted Tree (뿌리깊은 나무) : le jeune Lee Do
- 2012 : The Innocent Man (세상 어디에도 없는 착한남자) : Kang Ma-roo
- 2016 : Descendants of the Sun (태양의 후예) : Yoo Si-jin
- 2016 : The Sound of Your Heart (마음의소리) : un ami de Jo Seok
- 2017 : Man to Man (맨투맨) : un employé de banque (caméo)
- 2019 : Arthdal Chronicles (아스달 연대기) : Eun-soem / Saya
- 2021 : Vincenzo (빈센조) : Vincenzo Cassano
- 2022 : Little Women (작은 아씨들) : un vendeur dans un magasin de chaussures de luxe (caméo épisode 2)
- 2022 : Reborn rich (재벌집 막내아들) : Jin Do-jun / Yoon Hyun-woo
- 2024 : Queen of Tears (눈물의 여왕) : Vincenzo Cassano (caméo épisode 8)

## Émissions
- 2009-2010 : Music Bank : présentateur[23]
- 2010-2011 : Running Man : membre régulier, de l'épisode 1 à 41[23]

## Distinctions

### Récompenses
Sauf indication contraire, les informations mentionnées dans cette section peuvent être confirmées par la base de données cinématographiques IMDb,  présente dans la section « Liens externes ».
- KBS Drama Awards 2010 :
  - Prix de la popularité pour Sungkyunkwan Scandal
  - Prix du meilleur couple avec Yoo Ah-in pour Sungkyunkwan Scandal
- KBS Drama Awards 2012 :
  - Prix d'excellence en interprétation pour The Innocent Man
  - Prix Netizens pour The Innocent Man
  - Prix du meilleur couple avec Moon Chae-won pour The Innocent Man
- Kids' Choice Awards 2013 : Acteur préféré[24]
- Baeksang Arts Awards 2016 :
  - L'acteur le plus populaire
  - Prix iQiyi Global Star pour Descendants of the Sun
- KBS Drama Awards 2016 :
  - Grand prix pour Descendants of the Sun
  - Prix du meilleur couple avec Song Hye-kyo pour Descendants of the Sun
  - Prix du meilleur couple asiatique avec Song Hye-kyo pour Descendants of the Sun
- Blue Dragon Film Awards 2021 : prix de l'acteur populaire pour Space Sweepers
- Chunsa Film Art Awards 2021 : meilleur acteur pour Space Sweepers

### Nominations
Sauf indication contraire, les informations mentionnées dans cette section peuvent être confirmées par la base de données cinématographiques IMDb,  présente dans la section « Liens externes ».
- Blue Dragon Film Awards 2010 : meilleur acteur débutant pour Hearty Paws 2
- KBS Drama Awards 2010 : prix d'excellence en interprétation pour Sungkyunkwan Scandal
- KBS Drama Awards 2012 : prix d'excellence en interprétation pour The Innocent Man
- Baeksang Arts Awards 2013 : meilleur acteur pour A Werewolf Boy
- Asia Artist Awards 2016 : grand prix pour Descendants of the Sun
- Baeksang Arts Awards 2016 : meilleur acteur pour Descendants of the Sun
- KBS Drama Awards 2016 :
  - Prix de la meilleure interprétation pour Descendants of the Sun
  - Prix d'excellence en interprétation pour Descendants of the Sun
- Baeksang Arts Awards 2021 :
  - Meilleur acteur pour Vincenzo
  - L'acteur le plus populaire
- Blue Dragon Film Awards 2021 : meilleur acteur pour Space Sweepers